# Errazurizia
Genre
Synonymes
- Psorobatus Rydb[2].

Errazurizia est un genre de plantes à fleurs dicotylédones de la famille des Fabaceae, sous-famille des Faboideae, originaire d'Amérique, qui comprend quatre espèces acceptées.

## Liste d'espèces
Selon The Plant List (19 octobre 2018) :
- Errazurizia benthamii (Brandegee) I.M.Johnst.
- Errazurizia megacarpa (S.Watson) I.M.Johnst.
- Errazurizia multifoliolata (Clos) I.M.Johnst.
- Errazurizia rotundata (Wooton) Barneby